# Wydawnictwo CiS
Wydawnictwo CiS – polskie wydawnictwo, zajmujące się wydawaniem książek popularnonaukowych.
Niektóre tytuły ukazały się w koedycji z Wydawnictwem W.A.B. Wydawnictwo nie wydaje podręczników, specjalistycznych czy fachowych opracowań ani naukowych monografii. W dorobku wydawnictwa można natomiast znaleźć eseistykę, reportaż oraz literaturę piękną.